# League of Legends Masters Series
League of Legends Masters Series, LMS — профессиональная лига по компьютерной игре League of Legends среди команд из Тайваня, Гонконга и Макао, проводимая компанией Garena.
В своём первом сезоне (2014) лига называлась League of Legends Nova League (LNL) и являлась частью Garena Premier League (GPL) — победитель весеннего сплита LNL попадал в летний сплит GPL.

## Общая информация
В октябре 2014 года организация Garena сделала объявление о планах создания новой лиги, чтобы отделить Тайвань, Гонконг, и Макао от остальной GPL. Это было сделано, чтобы дать командам Юго-Восточной Азии больше шансов на победу в GPL, поскольку тайваньские команды выигрывали каждый сезон GPL. В рамках изменений 2015 года в GPL, регионы Тайвань, Гонконг и Макао покинули GPL и начали соревноваться в лиге LMS. LMS заменила национальную Nova League в Тайване и забрала все слоты на Чемпионат мира по League of Legends у GPL. Каждый год в лиге проходят 2 сезона (т. н. сплит) — весенний и летний. Каждая команда LMS финансово поддерживается Garena в размере 200 000 TWD за сплит, которые не включают в себя денежный приз. Командам из Гонконга и Макао оплачивается перелет и проживание, и каждая получает дополнительные 60 000 TWD. Старт LMS совпал со строительством киберспортивного стадиона Garena (Garena e-Sports Stadium), расположенного на первом этаже офисного здания в Нейху, Тайбэй.

## Формат

### Отбор
- онлайн турнир;
- 16 команд разделены на четыре группы по четыре команды;
- матчи bo1: 1 матч — 1 игра;
- две лучшие команды из каждой группы выходят в Регулярный сезон.

### Регулярный сезон

#### 2015 Весна
- оффлайн турнир;
- все матчи Bo1;
- Каждая команда играет со всеми другими командами 3 раза;
- лучшие 4 команды выходят в плей-офф;
- худшие 4 команды падают в турнир продвижения следующего сезона.

#### 2015 Лето — н. в.
- 8 недель
- каждая команда играет со всеми другими командами 2 раза, в сумме 56 матчей;
- все матчи Bo2;
  - 2:0 победившая команда получает 3 очка;
  - 1:1 обе команды получают по 1 очку;
- положение в таблице определяется по:
  - сумме очков;
  - разнице личных встреч между командами с равным количеством очков;
  - длительности матчей;
- лучшие 4 команды выходят в плей-офф;
- худшие 2 команды падают в турнир продвижения следующего сезона.

### Плей-офф
- оффлайн турнир;
- олимпийская система, посев базируется на результатах регулярного сезона;
- все матчи bo5;

## Призовые места
| Сплит                          | 1                        | 2                        | 3                        | 4                        |
| ------------------------------ | ------------------------ | ------------------------ | ------------------------ | ------------------------ |
| Весенний сплит 2015 (MSI 2015) | ahq e-Sports Club        | Flash Wolves             | Taipei Assassins         | Hong Kong Esports        |
| Летний сплит 2015 (ЧМ 2015)    | ahq e-Sports Club        | Hong Kong Esports        | Flash Wolves             | Midnight Sun Esports     |
| Весенний сплит 2016 (MSI 2016) | Flash Wolves             | ahq e-Sports Club        | Machi E-Sports           | Taipei Assassins         |
| Летний сплит 2016 (ЧМ 2016)    | Flash Wolves             | J Team                   | ahq e-Sports Club        | Hong Kong Esports        |
| Весенний сплит 2017 (MSI 2017) | будет определено позднее | будет определено позднее | будет определено позднее | будет определено позднее |